# Frozen 2
Frozen 2 (bra: Frozen 2; prt: Frozen 2 - O Reino do Gelo ou Frozen II: O Reino do Gelo) é um filme de animação musical estadunidense de 2019, o 58.º animado dos Clássicos Disney produzido pela Walt Disney Animation Studios e distribuído pela Walt Disney Pictures, sendo a continuação de Frozen (2013), inspirado pelo conto de fadas A Rainha da Neve, de Hans Christian Andersen. Os atores Idina Menzel, Kristen Bell, Jonathan Groff, Santino Fontana e Josh Gad retornam ao elenco, juntamente com as adições de Evan Rachel Wood, Sterling K. Brown, Alfred Molina, Martha Plimpton, Jason Ritter e Rachel Matthews. O filme foi lançado em 22 de novembro de 2019 nos Estados Unidos e no dia anterior em Portugal. A estreia em Portugal aconteceu em 21 de novembro de 2019 e, no Brasil, em 2 de janeiro de 2020.

## Enredo
Seis anos depois do eventos do primeiro filme, a rainha Elsa, sua irmã Anna, Kristoff e Olaf e a rena Sven embarcam em uma nova jornada nas profundezas da floresta, além de sua terra natal, Arendelle, para descobrir a verdade sobre um antigo mistério de seu reino.

## Elenco
- Kristen Bell como Anna; princesa de Arendelle e noiva de Kristoff.[8]
- Idina Menzel como Elsa; rainha de Arendelle e irmã de Anna.[8]
- Jonathan Groff como Kristoff; noivo de Anna.[8]
- Josh Gad como Olaf; um boneco de neve e parceiro de Elsa, Anna, Kristoff e Sven.[8]
- Evan Rachel Wood como Rainha Iduna; mãe falecida de Anna e Elsa.[8] No primeiro filme, foi dublada por Jennifer Lee.
- Sterling K. Brown como Tenente Mattias[8]
- Alfred Molina como Rei Agnarr; pai falecido de Anna e Elsa.[9] No primeiro filme, foi dublado por Maurice LaMarche.
- Martha Plimpton como Yelana; líder da tribo Northuldra.[10]
- Rachel Matthews como Honeymaren; uma membro da tribo, descrita como uma mulher corajosa e ousada.
- Jason Ritter como Ryder; irmão de Honeymaren e membro da tribo, que compartilha o amor de Kristoff por renas.
- Santino Fontana como Hans; príncipe das Ilhas do Sul.[8] Aparece como uma estátua de gelo criada pelos poderes de Elsa.
- Aurora forneceu a voz misteriosa que chama Elsa durante o filme

## Produção

### Desenvolvimento
Quando perguntado sobre sequências futuras, o produtor Peter Del Vechio explicou em março de 2014 que Chris Buck, Jennifer Lee e ele "trabalham muito, muito bem juntos, então acredito que estaremos desenvolvendo um novo projeto. Mas eu não sei o que é isso agora." No final de abril, o presidente da Walt Disney Studios, Alan F. Horn, disse que" nós não conversamos sobre uma continuação "porque a prioridade atual do estúdio é o musical da Broadway, que exigirá" quatro ou cinco "canções adicionais a serem escritas por Robert Lopez e Kristen Anderson-Lopez.
Quando perguntado em maio de 2014 sobre uma continuação, o CEO da Disney, Bob Iger, declarou para hospedar David Faber que a Disney não "ditava uma sequência" ou "contação de histórias", porque isso arriscaria criar algo não tão bom quanto o primeiro filme. Iger também expressou a esperança de que a franquia Frozen "é algo que é para sempre para a empresa" semelhante ao The Lion King.
Em junho, Lee confirmou que o então chefe de criação, John Lasseter, havia expressamente concedido a ela e a Buck a liberdade de explorar o que eles eram "apaixonados": "Nós não sabemos o que é ainda ... Na verdade, vamos começar do zero. Vai ser algo completamente novo."
Em 12 de março de 2015, no encontro anual de acionistas da Disney em San Francisco, Iger, Lasseter e o ator Josh Gad (a voz de Olaf) anunciou oficialmente uma seqüência completa, Frozen 2, em desenvolvimento na Disney, com Buck e Lee retornando como diretores e Del Vecho retornando como produtor. Lasseter explicou que na Disney Animation, "como na Pixar, quando fazemos uma sequência, é porque os cineastas que criaram o original criaram uma ideia tão boa que vale a pena para esses personagens". Ele afirmou que, no caso de Frozen, os diretores "tiveram uma ótima ideia para uma continuação e vocês ouvirão muito mais sobre isso, e nós vamos levá-lo de volta para Arendelle". De acordo com o Los Angeles Times, houve um "debate interno considerável" na Disney sobre a continuação de uma sequência de Frozen na Disney Animation, mas o sucesso sem precedentes do primeiro filme aparentemente influenciou os executivos da Disney a fazerem uma continuação.
Em uma entrevista com o The Arizona Republic, Menzel confirmou que ela voltaria para seu papel algumas semanas depois de completar sua turnê; ela disse, "eles nem me enviaram um roteiro".
Em 28 de setembro, Gad anunciou seu retorno com Buck, Lee, Del Vecho, Anderson-Lopez e Lopez, juntamente com Lasseter, acrescentando que a seqüência vai ser especial. Ele disse, "as pessoas incríveis na Walt Disney Animation Studios criaram uma história que carrega o incrível legado do Frozen original e continua a construir e expandir os personagens e temas de maneiras novas e emocionantes".
Jonathan Groff disse no início de julho de 2017: "Eu não sei nada sobre isso, a não ser que estou prestes a começar a gravar minha seção." Em 11 de outubro, ele confirmou no Britânico talk show Lorraine que ele também começou a gravar para a sequência no mês anterior.
Em uma entrevista de outubro de 2017 com o CinemaBlend, Bell revelou: "... há alguns novos personagens pelos quais você vai se apaixonar. Aquela coisa que eu sinto que posso dizer com segurança." Ela disse ainda que os diretores e os produtores "tinham acabado de fazer sua viagem à Noruega, [...] e basicamente levaram toda a cultura. [...Eles] pegam todos esses elementos e [...] fazem esse grande tipo de diversão filme caseiro." Ela acrescentou que Lee "é tão genial. Ela fez o diário, como os personagens" de Elsa e Anna "por meses para tentar descobrir o que eles diriam"
Em março de 2018, Lee revelou em uma entrevista que estava fazendo o segundo rascunho de seis rascunhos, que ela chamou de "seis exibições". Mais tarde, no mesmo mês, Anderson-Lopez, em uma entrevista sobre Frozen, da Broadway, pela qual ela e seu marido escreveram as novas músicas, confirmou que eles já haviam gravado uma música para a sequência com Bell.
Em julho de 2018, foi anunciado que Evan Rachel Wood e Sterling K. Brown tinham entrado em negociações para se juntar ao elenco em papéis não revelados. Em agosto de 2018, Allison Schroeder, roteirista de Hidden Figures e mais recentemente, Christopher Robin, da Disney, foi contratado para auxiliar os roteiristas com Jennifer Lee, depois que Lee assumiu o comando da Walt Disney Animation, sucedendo Lasseter.

### Música
Kristen Anderson-Lopez e Robert Lopez voltaram do primeiro filme para escrever novas canções para a sequência, enquanto Christophe Beck voltou para compor a trilha sonora do filme. A trilha sonora foi lançada oficialmente em 15 de novembro, uma semana antes do lançamento nos cinemas.
Harding também despachou uma equipe de câmera para o estúdio dos Lopezes no Brooklyn para tentar documentar seu processo de escrita/composição, mas os Lopezes descobriram que ter operadores de câmera os assistindo atrapalhou sua criatividade e acabou fazendo a maior parte do trabalho fora das câmeras.

## Frozen 2 em lapão
O argumento do filme contém alguns elementos de inspiração lapónica, e foi objeto de cooperação entre a Walt Disney Animated Studios e uma representação do povo lapónico (sámi).

## Lançamento
Frozen 2 foi lançado no dia 22 de novembro de 2019 nos Estados Unidos em 2D, 3D e IMAX 3D pela Walt Disney Studios Motion Pictures. Antes, teve sua pre-estreia no Teatro Dolby, em Hollywood, em 7 de novembro de 2019. Estava anteriormente programado para ser lançado no dia 27 de novembro do mesmo ano.
Em 11 de abril de 2019, foi anunciado que um documentário complementar será lançado no serviço de streaming Disney+ em seu primeiro ano intitulado "Into the Unknown: Making Frozen 2".
Em Portugal, estreou em 21 de novembro de 2019, e no Brasil, em 2 de janeiro de 2020.

### Marketing
A Disney lançou o primeiro teaser trailer do filme em 13 de fevereiro de 2019 após a recepção negativa do trailer de Aladdin. O teaser trailer foi visto 116,4 milhões de vezes nas primeiras 24 horas, tornando-se o trailer de animação mais visto naquele período de tempo, superando o recorde de Incredibles 2 (113,6 milhões de visualizações).

## Bilheteria
O filme ganhou US$ 350 milhões de dólares na sua abertura mundial, se tornando a maior estreia de um filme animado do cinema, e a 4ª maior abertura global de 2019 atrás de Vingadores: Ultimato (US$ 1,223 bilhão), O Rei Leão (2019) (US$ 531 milhões) e Capitã Marvel (US$ 455 milhões). No dia 12 de dezembro de 2019, pouco menos de um mês depois de seu lançamento o filme ultrapassou a marca de US$ 1 bilhão de dólares.
Frozen 2 arrecadou US$ 130,263,358 milhões no seu primeiro final de semana nos EUA, a 3ª maior estreia de uma animação no mercado interno atrás de Os Incríveis 2 (US$ 182,6 milhões) e Procurando Dory (US$ 135 milhões). No total o filme ganhou na América do Norte, US$ 477,373,578 milhões de dólares sendo a 4° maior bilheteria doméstica do ano atrás de Vingadores: Ultimato (US$ 858,3 milhões), O Rei Leão (2019) (US$ 543,6 milhões) e Star Wars: The Rise of Skywalker (US$ 515,2 milhões). É a 3ª maior bilheteria de uma animação na América do Norte, atrás de Os Incríveis 2 (US$ 608,5) e Procurando Dory (US$ 486,2). No resto do mundo o filme arrecadou US$ 972,653,355 milhões, chegando ao total mundial de US$ 1,450,026,933 bilhão de dólares, superando filmes como Vingadores: Era de Ultron (US$1,402 bilhão), Black Panther (US$ 1,346 bilhão) e Harry Potter and the Deathly Hallows: Part 2 (US$ 1,341 bilhão). O filme se tornou a animação de maior bilheteria da história do cinema, a maior bilheteria da Walt Disney Animation Studios, a 11ª maior bilheteria da história e a 3ª maior bilheteria de 2019, atrás apenas de Vingadores: Ultimato (2,797 bilhões) e O Rei Leão (2019) (1,656 bilhão).

### Brasil
No Brasil, Frozen 2 estreou em 2 de janeiro de 2020 e foi a maior estreia do ano, com R$ 35,4 milhões arrecadados e público superior a 2 milhões de pessoas na estreia.

## Recepção
O filme recebeu críticas geralmente favoráveis, destacando-se a animação e a trilha sonora, apesar de alguns críticos apontarem que não tenha a mesma sensação marcante de seu antecessor. No site agregador de resenhas Rotten Tomatoes o filme possui uma pontuação de 77% baseado em 315 avaliações de críticos profissionais, o consenso foi que: "O Frozen II não consegue recapturar a sensação espetacular de seu antecessor, mas continua sendo uma aventura deslumbrante para o desconhecido".